# Inkey Ferdinánd
Báró pallini Inkey Ferdinánd Géza (Egyes forrásokban keresztneve Nándor) (Apajkeresztúr, 1829. június 11. – Volosca, 1890. november 22.) politikus, főrendiházi tag, Kőrös vármegye alispánja, Inkey Imre főispán fia.

## Élete
Az tekintélyes római katolikus Zala megyei nemesi származású pallini Inkey család köznemesi ágának a sarja. Apja pallini Inkey Imre (1788–1848), királyi kamarás, zólyomi főispán, földbirtokos, anyja a nemeskéri Kiss család leszármazottja nemeskéri Kiss Jozefa (1795–1855). Apai nagyszülei pallini Inkey Imre (1757-1813) királyi tanácsos, földbirtokos, és nemes Jeszenovszky Franciska (1756-1788) asszony voltak. Anyai nagyszülei nemeskéri Kiss János (1752-1808) aranysarkanytyús vitéz, udvari tanácsos, földbirtokos, és forintosházi Forintos Jozefa asszony voltak.
A bécsi Theresianumban tanult, majd huszártisztként a hadsereg kötelékébe lépett. 1858-ban megházasodott, majd apjától átvette a családi birtokok kezelését. 1860-ban Kőrös vármegye alispánja lett Vukotics Lajos főispán mellett. 1861-ben Kapronca, majd 1868 és 1871 között Ludbreg képviselője a horvát országgyűlésben, ugyanitt később virilista tag is volt. Innen 1884-ben a budapesti országgyűlés főrendiházába is bejutott mint a horvát országgyűlés küldöttje. 1883-ban horvát bánjelöltként tűnt fel, de a pozíciót végül Khuen-Héderváry Károly kapta meg. Politikai ténykedésén felül alapító tagja volt a Horvát-Szlavónországi Gazdasági Egyesületnek is, 1875. augusztus 17-én érdemei elismeréséül magyar bárói cím adományozásában részesült.

## Házassága és leszármazottjai
1858. május 1-jén Lesencetomajon vette feleségül gróf Ludmilla von Deym-Stritez (*Lugos, 1842 január 9.–Miszla, 1925. július 19.) kisasszonyt, gróf Deym Pál és gróf Waldstein-Wartenberg Ludmilla lányát, akitől négy gyermeke született:
- báró Inkey Ferdinándina Ludmilla Paulina Gabriella Jozefa Mária (1859–1932) férje: Weyprecht von Rüdt-Collenberg gróf (1845–1896)
- báró Inkey Gabriella Franciska Ludmilla Ferdinandina Máriaa (1861–1926)
- báró Inkey Ludmilla Erzsébet Ferdinandina Gabriella Mária (1865–1922)
- báró Inkey Imre Ferenc Ferdinánd Lajos József Mária (1870–1934); neje: Franziska Buttera-Vicentini (1896–?)

### Címei, kitüntetései
- Szent István-rend, 1861
- magyar bárói cím, 1875
- valóságos belső titkos tanácsos, 1882